# Jean-Pierre Genet
Jean-Pierre Genet (24 oktober 1940 – 16 maart 2005) was een Frans wielrenner.

## Levensloop en carrière
Genet was professioneel wielrenner van 1964 tot 1976. In die periode reed hij bij de ploeg Mercier als helper van Raymond Poulidor. Genet nam dertien jaar lang deel aan de Ronde van Frankrijk, zijn hoogste klassering was de 26ste plaats in 1971. Hij won drie ritten in de Tour; in 1967 was hij de drager van de rode lantaarn; in 1968 droeg hij één dag de gele trui.
Genet overleed in 2005 op 64-jarige leeftijd.

## Overwinningen
1963
4e etappe Vredeskoers
1968
17e etappe Ronde van Frankrijk
1970
Circuit des Boucles de la Seine
1971
4e etappe Ronde van Frankrijk
1972
6e etappe Parijs-Nice
1974
4e etappe Vierdaagse van Duinkerke
14e etappe Ronde van Frankrijk
1975
3e etappe Ronde van Indre en Loire

## Resultaten in voornaamste wedstrijden
| Jaar | Ronde van Italië | Ronde van Frankrijk | Ronde van Spanje |
| ---- | ---------------- | ------------------- | ---------------- |
| 1964 |                  | 78e                 |                  |
| 1965 |                  | 75e                 |                  |
| 1966 |                  | opgave              |                  |
| 1967 |                  | 88e (laatste)       |                  |
| 1968 |                  | 41e (1)             |                  |
| 1969 |                  | 68e                 |                  |
| 1970 |                  | 82e                 |                  |
| 1971 |                  | 26e (1)             |                  |
| 1972 |                  | opgave              |                  |
| 1973 |                  | 46e                 |                  |
| 1974 |                  | 64e (1)             |                  |
| 1975 |                  | opgave              |                  |
| 1976 |                  | 43e                 |                  |

Wielerploegen van Jean-Pierre Genet
Aerenhouts ·
Anastasi ·
Annaert ·
Bernet ·
Beuffeuil ·
Brux ·
Cazala ·
Chappe ·
Dalis ·
De Middeleir ·
Doom ·
Drissi Ben Brahimi ·
Fontagneres ·
Fraisseix ·
Gainche ·
Genet ·
Hellemans ·
Hoban ·
Le Bihan ·
Leborgne ·
Lebuhotel ·
Le Dissez ·
Leduc ·
Lemeteyer ·
Magnien ·
Manzano ·
Marcarini ·
Melckenbeeck ·
Meriaux ·
Poulidor ·
Poulot ·
Quéméré ·
Ricou ·
Rosnarbo ·
Sabbadini ·
Serre ·
Van Driessche ·
Van Schil ·
Verhaegen ·
Vermeulen ·
Wasko
Aerenhouts ·
Annaert ·
Bernet ·
Bodin ·
Boudringhin ·
Brux ·
Cazala ·
Chappe ·
Cousseau ·
Dalis ·
De Middeleir ·
Gainche ·
Genet ·
Goeury ·
Hoban ·
Le Bihan ·
Le Dissez ·
Leduc ·
Marcarini ·
Melckenbeeck ·
Meriaux ·
Poulidor ·
Quéméré ·
Réaux ·
Ricou ·
Rosnarbo ·
Simon ·
Spruyt ·
Swerts · 
Van de Voorde ·
Van Schil ·
Vermeulen ·
Vignolles ·
Wasko ·
Wolfshohl
Aerenhouts ·
Bachelot ·
Bellone · 
Bodin ·
Boudringhin ·
Bourgois ·
Bouton ·
Cazala ·
Chappe ·
Cools ·
Delort ·
Elliott ·
Genet ·
Guimbard ·
Hiddinga ·
Hoban ·
Ignolin ·
Jourden ·
Laforest ·
Leduc ·
Manzano ·
Melckenbeeck ·
Poulidor ·
Poulot ·
Spruyt ·
Swerts · 
Van Schil ·
Wolfshohl
Anglade ·
Bellone · 
Beugels ·
Biville ·
Bodin ·
Bourgois ·
Campaner ·
Cazala ·
Chappe ·
Cools ·
Elliott ·
Ferrer ·
Foucher ·
Genet ·
Griese ·
Hiddinga ·
Hiltenbrandt ·
Hoban ·
Lancien ·
Marcarini ·
Poulidor ·
Roelandts ·
Spruyt ·
Swerts · 

Van Loo ·
Van Mechelen ·
Wuytack
Bellone · 
Beugels ·
Campaner ·
Cazala ·
Chappe ·
Cools ·
Ducreux ·
Genet ·
Griese ·
Guimard ·
Hiddinga ·
Hoban ·
Kloosterman ·
Labourdette ·
Lancien ·
Lievens ·
Lisarelli ·
Peelman ·
Perin · 
Poulidor ·
Ricci ·
Riotte ·
Robini ·
Seurin ·
Stablinski ·
Stevens ·
Volkaert ·
Webb ·
Wuytack
Beugels ·
Campaner ·
Chappe ·
Charbonneau ·
Cools ·
D. Ducreux ·
F. Ducreux ·
Genet ·
Guimard ·
Guimbard ·
Hiddinga ·
Hoban ·
Janssens ·
Labourdette ·
Lemeteyer ·
Omloop ·
Peelman ·
Perin · 
Poulidor ·
Ricci ·
Riotte ·
Robini ·
Seurin ·
Sohier ·
Van Lancker ·
Van Roosbroeck ·
Vidament ·
Volkaert ·
Yppersiel
Biville ·
Briend ·
Cadiou ·
Campaner ·
Chappe ·
Dupuch ·
Errandonea ·
Genet ·
Goossens ·
Grelin ·
Guimard ·
Harrison ·
Hiddinga ·
Janssens ·
Jourden ·
Labourdette ·
Matignon ·
Ménard ·
Mourioux ·
Peelman ·
Perin · 
Perurena ·
Pommier · 
Poulidor ·
Proust ·
Rabaute ·
Van Lancker ·
Van Roosbroeck ·
Wolfshohl
Cadiou ·
Chappe ·
Coquery ·
Delépine ·
Dupuch ·
Genet ·
Grelin ·
Guimard ·
Ménard ·
Moneyron ·
Mourioux ·
Peelman ·
Perin · 
Pommier (tot 31/05) · 
Poulidor ·
Proust ·
Theillière ·
Van Lancker ·
Vianen ·
Wolfshohl
Bal ·
Bernard · 
Cadiou ·
Coquery ·
Croyet ·
Delépine ·
Genet ·
Grelin ·
Guimard ·
Hoban ·
Martínez ·
Moneyron ·
Mourioux ·
Peelman ·
Perin · 
Poulidor ·
Ravaleu ·
Van Lancker
Bal ·
Cadiou ·
Croyet ·
Delépine ·
Genet ·
Grelin ·
Grosskost ·
Guimard ·
Hoban ·
Lapébie ·
Mariano Martínez ·
Martin Martínez ·
Moneyron ·
Mourioux ·
Perin · 
Poulidor ·
Richard ·
Talbourdet
Bal ·
Genet ·
Grelin ·
Hézard ·
Hoban ·
Knetemann ·
Mourioux ·
Perin · 
Poulidor ·
Raymond ·
Richard ·
Roques ·
Santy ·
Talbourdet ·
Vianen ·
Zoetemelk
Alban ·
Aling ·
Aubey ·
Bal ·
Bertin ·
Genet ·
Hézard ·
Hoban ·
van Katwijk (tot 30/03) ·
Knetemann ·
Misac ·
Mourioux ·
Perin · 
Poulidor ·
Raymond ·
Richard ·
Roques ·
Seznec ·
Talbourdet ·
Vallet ·
Vianen ·
Vrancken ·
Zoetemelk
Alban ·
Aubey ·
Bertin ·
Cluzaud ·
Delépine ·
Genet ·
Hézard ·
Hoban ·
Le Guilloux ·
Moneyron ·
Mourioux ·
Perin · 
Poulidor ·
Seznec ·
Talbourdet ·
Vallet ·
Vianen ·
Zoetemelk